# Kurt von Rümker
Kurt Heinrich Theodor Rümker, seit 1895 Kurt von Rümker (* 23. Juli 1859 in Heiligenbrunn bei Danzig; † 4. Februar 1940 in Berlin) war ein deutscher Agrarwissenschaftler. Er gilt als der Begründer der wissenschaftlichen Pflanzenzüchtung in Deutschland.

## Leben
Als Sohn des 1895 geadelten Rittergutsbesitzers Heinrich von Rümker arbeitete er nach dem Abitur mehrere Jahre in der landwirtschaftlichen Praxis und studierte dann Landwirtschaftswissenschaft an den landwirtschaftlichen Akademien Bonn und Hohenheim. 1888 promovierte er bei Julius Kühn an der Universität Halle mit der Dissertation „Die Veredelung der vier wichtigsten Getreidearten des kälteren Klimas“. Bereits ein Jahr später erhielt er an der Universität Göttingen die Venia legendi für das Gesamtgebiet der Landwirtschaftslehre. Seine 1889 als Buch erschienene Habilitationsschrift „Anleitung zur Getreidezüchtung auf wissenschaftlicher und praktischer Grundlage“ gilt als das erste deutschsprachige Lehrbuch der Pflanzenzüchtung.
Von 1889 bis 1892 wirkte Rümker als Privatdozent am Landwirtschaftlichen Institut der Universität Göttingen. Sein Lehr- und Forschungsinteresse galt von Anfang an der Pflanzenzüchtung. Bereits im Sommersemester 1889 hielt er eine einstündige Vorlesung über „Rassenzüchtung landwirtschaftlicher Kulturpflanzen“. Es war die erste Vorlesung über Pflanzenzüchtung, die je an einer Universität gehalten wurde.
Ab dem Wintersemester 1892/93 war Rümker als Dozent an der Universität Halle tätig. Seit 1894 arbeitete er als „wissenschaftlicher Hilfsarbeiter“ im Preußischen Ministerium für Landwirtschaft, Domänen und Forsten in Berlin. 1895 folgte er einem Ruf als a. o. Professor an die Universität Breslau. Innerhalb weniger Jahre hat er dort das Landwirtschaftliche Universitätsinstitut in fachspezifische Einzelinstitute aufgegliedert. Seit 1898 leitete er als Ordinarius das Institut für Pflanzenproduktionslehre. Der Schwerpunkt seiner Forschungstätigkeit lag weiterhin auf dem Gebiet der Pflanzenzüchtung. 1911 gliederte er seinem Institut eine Abteilung für Pflanzenzüchtung an.
1912 folgte Rümker einem Ruf an die Landwirtschaftliche Hochschule Berlin und übernahm dort das Ordinariat für Acker- und Pflanzenbau. Unzureichende Geldmittel und fehlende Versuchsflächen beeinträchtigten jedoch seine Forschungstätigkeit. Enttäuscht und entmutigt durch fortlaufende Streitigkeiten mit staatlichen Behörden reichte er 1919 sein Abschiedsgesuch ein und ließ sich vorzeitig pensionieren. Er pachtete von der Familie Rimpau aus Langenstein das Rittergut Emersleben bei Halberstadt und betätigte sich als praktischer Pflanzenzüchter. Seit 1931 lebte er wieder in Berlin. Seine letzte Ruhestätte fand er auf dem Salvator-Friedhof in Danzig.
Kurt von Rümker war Mitglied der ALV Agronomia in Halle.

## Forschungsleistungen
Aufgrund seiner Habilitationsschrift und seiner Lehrtätigkeit als Privatdozent an der Universität Göttingen gilt von Kurt von Rümker als der Begründer der wissenschaftlichen Pflanzenzüchtung in Deutschland. Erstmals hat er in dem Beitrag „Die Rassenzüchtung landwirtschaftlicher Kulturpflanzen als Forschungsgebiet und Lehrgegenstand“ Inhalt und Methodik dieses sich neu entwickelnden Fachgebietes ausführlich dargestellt. Diese wegweisende Publikation ist 1895 in der Festschrift zum 70. Geburtstag seines Lehrers Julius Kühn erschienen.
Die Arbeiten Rümkers auf dem Gebiet der Pflanzenzüchtung während seiner Breslauer und Berliner Zeit verfolgten in erster Linie wissenschaftliche Ziele. Durch langjährige Züchtungsversuche besonders bei Raps, Roggen, Weizen und Futterrüben erarbeitete er grundlegende Erkenntnisse, vor allem auf dem Gebiet der Züchtungsmethodik. Außerdem hat er das gesamte Sortenversuchswesen in Deutschland entscheidend gefördert. Seine Vorschläge führten 1905 zur Gründung des „Hochzuchtregisters“ der Deutschen Landwirtschafts-Gesellschaft.
Wiederholt hat Rümker auf längeren Reisen die Pflanzenzüchtung in anderen Ländern studiert und darüber zahlreiche Beiträge veröffentlicht. Seine bedeutendste Reise unternahm er 1909 gemeinsam mit Erich von Tschermak-Seysenegg, einem der Wiederentdecker der Mendel´schen Gesetze, durch Nordamerika. Der publizierte Reisebericht unter dem Titel „Landwirtschaftliche Studien in Nordamerika mit besonderer Berücksichtigung der Pflanzenzüchtung“ enthält eine Vielzahl von Anregungen sowohl für die Pflanzenzüchter als auch für die Landwirte in Deutschland.
Rümker gehörte zu den Agrarwissenschaftlern, die versuchten, das seinerzeit noch bestehende Übergewicht agrikulturchemischer Denk- und Handlungsweisen im Landbau zurückzudrängen und stattdessen stärker physikalische und biologische Aspekte zu berücksichtigen. Diesem Ziel dienten auch seine vornehmlich praxisorientierten Beiträge über „Tagesfragen aus dem modernen Ackerbau“. Sie erschienen zunächst als Einzelhefte, später unter dem gleichen Titel in einer mehrmals aufgelegten Gesamtausgabe als Buch.

## Reformer der Landwirtschaftswissenschaft
Wie kein anderer Landbauwissenschaftler in Deutschland hat Kurt von Rümker über Inhalte, Methoden, Strukturen und Ziele der landwirtschaftlichen Fachgebiete nachgedacht darüber zahlreiche Beiträge mit Reformvorschlägen zur Verbesserung von Forschung und Lehre publiziert. Wegweisend für die Entwicklung des landwirtschaftlichen Landbaus wurde eine Denkschrift Rümkers, die dieser 1897 beim Preußischen Kultusministerium einreichte und die er unter dem Titel „Die moderne Landwirtschaftswissenschaft und ihre Vertretung an den Universitäten“ fast zeitgleich im „Journal für Landwirtschaft“ veröffentlichte. In dieser Denkschrift forderte Rümker, die bisher noch weitgehend enzyklopädisch orientierte Landwirtschaftswissenschaft in ihre Hauptzweige aufzugliedern, also die alle Wissensgebiete umfassenden landwirtschaftlichen Universitätsinstitute aufzulösen und stattdessen eigenständige Fachinstitute zu errichten. Die entsprechenden Lehrstühle sollten dann mit Fachdozenten besetzt werden. An der Universität Breslau konnte Rümker diese einschneidenden Reformvorschläge verwirklichen. Nach dem Ersten Weltkrieg folgten fast alle landwirtschaftlichen Universitätsinstitute in Deutschland diesem „Breslauer Regulativ“ und errichteten gleichfalls eigenständige Institute für die wichtigsten Fachgebiete.
Zur Begründung dieser weitreichenden Reformvorschläge hat Rümker in seinen Veröffentlichungen zahlreiche Beispiele aus der Geschichte herangezogen. Für ihn war es eine Selbstverständlichkeit, dass für das Verstehen der Gegenwart und für die Gestaltung der Zukunft einer Wissenschaft die Kenntnis deren Geschichte notwendig ist. Nach seiner aus der Wissenschaftsgeschichte abgeleiteten Kernthese kann Wissenschaft nur durch Spezialisierung gefördert werden. Wenn das nicht mehr geschieht, würden alsbald die Quellen versiegen, aus denen die Praxis ständig schöpfen muss.

## Publikationstätigkeit
Die Veröffentlichungsliste Kurt von Rümkers umfasst über 300 Einzeltitel. Viele seiner grundlegenden Forschungsergebnisse über Pflanzenzüchtung sind in den Mitteilungen der Landwirtschaftlichen Institute der Königlichen Universität Breslau erschienen. Rümker hat diese Zeitschrift begründet und von 1899 bis 1916 insgesamt sieben Bände mit umfangreichen Einzelheften herausgegeben. Mitbeteiligt war Rümker von 1913 bis 1941 auch an der Herausgabe der Zeitschrift für Pflanzenzüchtung.
Auch über agrarpolitische und ökonomische Fragen hat Rümker Beiträge veröffentlicht u. a. die 1912 erschienene Schrift „Die Ernährung unseres Volkes aus eigener Produktion“. Viele seiner Vorträge liegen in gedruckter Form vor, z. B. seine 1913 gehaltene Festrede anlässlich einer Feier zum 25-jährigen Regierungsjubiläums von Kaiser Wilhelm I. über „Die Entwicklung der Landwirtschaft in den letzten 25 Jahren“.
Ein wertvolles Dokument für die Wissenschaftsgeschichte sind Rümkers 1937 veröffentlichte Lebenserinnerungen, die unter dem Titel „Mein Leben“, die nur in maschinenschriftlicher Fassung vorliegen.

## Ehrungen und Auszeichnungen
Kurt von Rümker war Mitglied in mehreren wissenschaftlichen Akademien. Er bekleidete Ehrenämter u. a. bei der Deutschen Landwirtschafts-Gesellschaft und bei den Landwirtschaftskammern für die Provinzen Schlesien und Sachsen. 1912 wurde er zum Geheimen Regierungsrat ernannt. Er erhielt ehrenvolle Rufe an die Universitäten Königsberg, Leipzig, Jena und Bonn, die er jedoch alle ablehnte. 1920 verlieh ihm die Hochschule für Bodenkultur Wien die Würde eines Ehrendoktors.
1929, anlässlich seines 70. Geburtstages, wurde er Ehrendoktor der Landwirtschaftlichen Hochschule Berlin. Die Deutsche Landwirtschafts-Gesellschaft verlieh ihm die Silbervergoldete Max-Eyth-Gedenkmünze. Außerdem überreichten ihm Fachkollegen, Freunde und Schüler eine umfangreiche Festschrift unter dem Titel „Forschungen auf dem Gebiete des Pflanzenbaus und der Pflanzenzüchtung“.
1985 stifteten die deutschen Pflanzenzüchter den Kurt von Rümker-Preis. Seit 1992 wird er von der Gesellschaft für Pflanzenzüchtung anlässlich ihrer Jahrestagungen verliehen für den besten Vortrag einer Nachwuchswissenschaftlerin oder eines Nachwuchswissenschaftlers.

## Schriften (Auswahl)
- Die Veredelung der vier wichtigsten Getreidearten des kälteren Klimas. Diss. phil. Univ. Halle-Wittenberg 1888.
- Anleitung zur Getreidzüchtung auf wissenschaftlicher und praktischer Grundlage. Verlagsbuchhandlung Paul Parey Berlin 1889.
- Die Rassenzüchtung landwirtschaftlicher Kulturpflanzen als Forschungsgebiet und Lehrgegenstand. In: Festschrift zum siebzigsten Geburtstage von Julius Kühn. Verlagsbuchhandlung Paul Parey Berlin 1885, S. 51–77.
- Die moderne Landwirtschaftswissenschaft und ihre Vertretung an den Universitäten. In: Journal für Landwirtschaft  Jg. 45, 1897, S. 335–392.
- Landwirtschaft und Wissenschaft. Ein offenes Wort zur Klärung der Lage. Verlagsbuchhandlung Paul Parey Berlin 1905.
- Tagesfragen aus dem modernen Ackerbau. Verlagsbuchhandlung Paul Parey Berlin 1909, 2. Aufl. 1914, 3. Aufl. 1922.
- Methoden der Pflanzenzüchtung in experimenteller Prüfung. Verlagsbuchhandlung Paul Parey Berlin 1909.
- Ueber die Organisation der Pflanzenzüchtung. Verlagsbuchhandlung Paul Parey 1909
- Landwirtschaftliche Studien in Nordamerika mit besonderer Berücksichtigung der Pflanzenzüchtung. Ein Reisebericht in Wort und Bild (mit Erich von Tschermak-Seysenegg). Verlagsbuchhandlung Paul Parey Berlin 1910.
- Die Systematik und Methodik der landwirtschaftlichen Pflanzenproduktionslehre. In: Fühlings Landwirtschaftliche Zeitung Jg. 60, 1911, S. 409–421.
- Landwirtschaftliche Aufgaben nach dem Kriege und die Gründung der Preußischen Forschungsgesellschaft für Landwirtschaft. Verlagsbuchhandlung Paul Parey Berlin 1918.
- Die Leistung In- und Ausländischer Getreidezuchten im Lichte der Sortenprüfungen von 1905-1923. Verlagsbuchhandlung Paul Parey 1924
- Mein Leben. Privatdruck – Maschinenschrift, 3 Bände, Berlin 1937.